# Bernard Saisset
Pour les personnes ayant le même patronyme, voir Saisset.
Bernard Saisset ou Bernard Saget est un prélat français, né vers 1232 et mort vers 1314. D'abord abbé des chanoines de Saint-Antonin de Pamiers, il devient évêque de cette même ville, en 1295, lorsque Boniface VIII l'érige en siège d'un nouveau diocèse.

## Conflit avec Philippe le Bel
Saisset est resté célèbre pour ses démêlés avec le roi Philippe le Bel (1268-1314). Ce dernier l'accusa d'avoir contesté la légitimité du pouvoir des Capétiens en Languedoc. Saisset aurait suggéré au comte de Foix Roger-Bernard III et au comte de Comminges de se libérer de la tutelle française. Philippe le Bel ouvrit une enquête et mit les biens de l'évêque sous séquestre, au mépris de l'immunité ecclésiastique et sans doute par provocation envers Boniface VIII. 
Dans la nuit du 12 au 13 juillet 1301, alors qu'il est sur le point de s'échapper à Rome, Saisset est arrêté et transféré à Senlis, en Picardie (alors chasse royale). Il y comparaît devant le conseil royal le 24 octobre 1301. 
À l'accusation de haute trahison et d'injures contre la personne du roi sont alors ajoutées, à l'instigation de Guillaume de Nogaret, des accusations d'hérésie à son encontre. L'évêque d'Auxerre, Pierre de Mornay, le défend, tant à Châteauneuf-sur-Loire qu'à Senlis.
L'arrestation et la procédure royale contre Saisset déclenchèrent le grand conflit de Philippe le Bel avec Boniface VIII, qui déboucha sur l'attentat d'Anagni en 1303. En effet, pour prétendre à une procédure à l'encontre de l'évêque, Philippe IV doit obtenir la dégradation de Saisset par le pape. Au lieu de cela, Boniface VIII ordonne au roi de libérer l'évêque afin que ce dernier puisse se rendre à Rome pour lui donner l'occasion de s'expliquer. Ce fait envenime à nouveau les relations entre le roi et le pape, prolongeant une querelle qui couvait depuis la bulle Clericis laicos de 1296. Aussi, pour le 1er novembre 1302, Boniface VIII convoque à Rome tous les prélats français afin d'examiner d'éventuelles sanctions.

## Retour en grâce
Au milieu de cette lutte, Saisset est quelque peu oublié, après avoir été chassé du royaume. En février 1302, il part pour Rome, ville qu'il quitte l'année suivante, après l'attentat d'Anagni.
En 1308, grâce à un pape plus conciliant (Clément V, premier pape d'Avignon), Saisset est gracié par le roi. Il reprend alors sa charge d'évêque de Pamiers. Il s'engagera même avec Philippe le Bel, en 1308, sur le paréage de la bastide de Villeneuve-du-Paréage, près de Pamiers.
Il décède à Pamiers vers 1314.